# Pagny-sur-Meuse
Pagny-sur-Meuse és un municipi francès situat al departament del Mosa i a la regió del Gran Est. L'any 2007 tenia 969 habitants.

## Demografia

### Població
El 2007 la població de fet de Pagny-sur-Meuse era de 969 persones. Hi havia 364 famílies, de les quals 84 eren unipersonals (32 homes vivint sols i 52 dones vivint soles), 108 parelles sense fills, 144 parelles amb fills i 28 famílies monoparentals amb fills.
La població ha evolucionat segons el següent gràfic:
Habitants censats

### Habitatges
El 2007 hi havia 419 habitatges, 370 eren l'habitatge principal de la família, 11 eren segones residències i 38 estaven desocupats. 359 eren cases i 58 eren apartaments. Dels 370 habitatges principals, 253 estaven ocupats pels seus propietaris, 112 estaven llogats i ocupats pels llogaters i 5 estaven cedits a títol gratuït; 1 tenia una cambra, 8 en tenien dues, 38 en tenien tres, 111 en tenien quatre i 212 en tenien cinc o més. 288 habitatges disposaven pel capbaix d'una plaça de pàrquing. A 139 habitatges hi havia un automòbil i a 174 n'hi havia dos o més.

### Piràmide de població
La piràmide de població per edats i sexe el 2009 era:
| Homes | Edats   | Dones |
| ----- | ------- | ----- |
| 0     | 95 o +  | 0     |
| 4     | 90 a 94 | 4     |
| 8     | 85 a 89 | 8     |
| 0     | 80 a 84 | 16    |
| 12    | 75 a 79 | 24    |
| 12    | 70 a 74 | 8     |
| 28    | 65 a 69 | 24    |
| 24    | 60 a 64 | 20    |
| 12    | 55 a 59 | 12    |
| 32    | 50 a 54 | 28    |
| 40    | 45 a 49 | 24    |
| 24    | 40 a 44 | 40    |
| 32    | 35 a 39 | 48    |
| 36    | 30 a 34 | 28    |
| 20    | 25 a 29 | 28    |
| 24    | 20 a 24 | 12    |
| 32    | 15 a 19 | 36    |
| 48    | 10 a 14 | 28    |
| 36    | 5 a 9   | 48    |
| 32    | 0 a 4   | 16    |

## Economia
El 2007 la població en edat de treballar era de 596 persones, 432 eren actives i 164 eren inactives. De les 432 persones actives 398 estaven ocupades (219 homes i 179 dones) i 34 estaven aturades (15 homes i 19 dones). De les 164 persones inactives 50 estaven jubilades, 57 estaven estudiant i 57 estaven classificades com a «altres inactius».

### Ingressos
El 2009 a Pagny-sur-Meuse hi havia 381 unitats fiscals que integraven 1.009,5 persones, la mediana anual d'ingressos fiscals per persona era de 16.210 €.

### Activitats econòmiques
Dels 63 establiments que hi havia el 2007, 3 eren d'empreses extractives, 3 d'empreses alimentàries, 1 d'una empresa de fabricació d'elements pel transport, 1 d'una empresa de fabricació d'altres productes industrials, 4 d'empreses de construcció, 17 d'empreses de comerç i reparació d'automòbils, 7 d'empreses de transport, 4 d'empreses d'hostatgeria i restauració, 1 d'una empresa d'informació i comunicació, 2 d'empreses financeres, 9 d'empreses immobiliàries, 6 d'empreses de serveis, 4 d'entitats de l'administració pública i 1 d'una empresa classificada com a «altres activitats de serveis».
Dels 10 establiments de servei als particulars que hi havia el 2009, 1 era una oficina de correu, 1 taller de reparació d'automòbils i de material agrícola, 1 paleta, 1 lampisteria, 1 perruqueria, 2 restaurants i 3 agències immobiliàries.
Dels 7 establiments comercials que hi havia el 2009, 2 eren supermercats, 1 un supermercat, 1 una botiga de més de 120 m², 2 fleques i 1 una botiga d'electrodomèstics.

## Equipaments sanitaris i escolars
El 2009 hi havia 1 escola maternal i 1 escola elemental.

## Poblacions més properes
El següent diagrama mostra les poblacions més properes.